# FOX-7
Le FOX-7 ou 1,1-diamino-2,2-dinitroéthène (DADNE) est un composé explosif brisant insensible (IHE). Il a été synthétisé pour la première fois en 1998 par l'Institut suédois de recherche pour la défense nationale.
Le FOX-7 est similaire au composé chimique insensible TATB, qui est un composé du cycle benzénique avec trois groupes amino et trois groupes nitro. Le FOX-7 a un squelette à deux carbones plutôt qu'un cycle benzénique, mais les groupes amino et nitro ont des effets similaires dans les deux cas selon les rapports publiés sur la sensibilité et les processus de décomposition chimique du FOX-7. Le FOX-7 est aujourd'hui produit par Eureco Bofors AB en Suède.
Ses propriétés explosives semblent extrêmement favorables; en plus de ses propriétés d’insensibilités, la vitesse de détonation du mélange 80% de FOX-7 additionné de liants est aussi élevée que celle de la composition B, et les explosifs en poudre polymérisé à base de FOX-7 presque purs sont légèrement supérieurs au RDX. Le FOX-7 a une vitesse de détonation de 8 870 m/s.
En raison de sa production à petite échelle, le coût du FOX-7 est relativement élevé. Cependant, la production est basée sur du matériel du commerce et sa synthèse n'est pas compliquée. Le prix devrait donc baisser avec l’effet d'échelle. Il n'y a pas actuellement d'utilisation à grande échelle du FOX-7, mais il est actuellement testé dans plusieurs centres de recherche militaire. Le besoin de munitions moins sensibles est favorable à son utilisation, et donc reste l'incitation la plus importante pour tester les explosifs à base de FOX-7.